# 2012 (film)
Pour l'année, voir 2012.
Pour plus de détails, voir Fiche technique et Distribution.
2012 est un film catastrophe américain coécrit et réalisé par Roland Emmerich, sorti en 2009.
En raison de bombardements de neutrinos dus à une éruption solaire, le noyau de la Terre commence à chauffer à un rythme inconnu jusqu'alors, causant en fin de compte des déplacements de la croûte terrestre avant décembre 2012, tel que cela avait été prévu. Il s'ensuit un scénario de fin du monde qui plonge l'humanité dans le chaos. Le film suit un groupe de personnages alors qu'ils échappent de justesse à d'innombrables catastrophes. En même temps, des savants et des dirigeants du monde tentent de sauver le plus de vies possible avant l'arrivée des désastres.
Los Angeles est engloutie dans l'océan Pacifique après sa destruction causée par un tremblement de terre, la caldeira du Parc national de Yellowstone entre en éruption, Hawaï devient un torrent de lave et des tremblements de terre ravagent le monde entier dont Las Vegas et le Vatican, détruisant toute civilisation et causant des tsunamis gigantesques dont un submerge Washington, la Maison-Blanche est percutée par le porte-avions USS John F. Kennedy. À la suite de ces catastrophes, le pôle Sud (magnétique) se trouve dans le Wisconsin et le massif du Drakensberg en Afrique du Sud devient le sommet le plus élevé du nouveau monde. Après de multiples péripéties en avion, le groupe de personnages arrive finalement aux « arches » construites et ancrées dans l'Himalaya et dont le nombre de places est limité.

## Synopsis
En 2009, le géophysicien indien Satnam appelle son collègue Adrian Helmsley pour lui faire part d'une découverte dans la mine la plus profonde d'Inde : en raison de bombardements de neutrinos dus à une éruption solaire, le noyau de la Terre commence à chauffer à un rythme inconnu jusqu'alors, causant en fin de compte des déplacements de la croûte terrestre. De retour à Washington, Adrian en fait part à Carl Anheuser, chef de cabinet du Président des États-Unis, qui en informe le président Thomas Wilson. Celui-ci organise en 2010 un sommet du G8 au cours duquel est organisée une session confidentielle pour annoncer la prochaine fin du monde et la solution mise en place avec de nombreux savants pour tenter de sauver le plus de vies possible avant l'arrivée des désastres. Mais il est décidé de garder secret le déroulement du projet. Ainsi, Carl Anheuser met en place le plan « Cho Ming » dont le mystérieux chantier est lancé l'année suivante dans la vallée éponyme au Tibet en Chine, officiellement pour construire un barrage. La population de la région est expropriée. En 2011, l'organisation « Héritage » dont fait partie Laura Wilson, fille du président Wilson, sélectionne les principales œuvres d'art à conserver et les remplace par des copies (comme la Joconde au Louvre), tandis que de mystérieux billets sont vendus à des gens fortunés pour un prix d'un milliard d'euros par personne.
L'échéance fixée par les scientifiques est celle du 21 décembre 2012, la date de la fin du monde d'après le calendrier maya. En début du mois d'août 2012, alors qu'une série de séismes frappe la côte ouest des États-Unis, Jackson Curtis, un écrivain raté, est réveillé par l'un d'eux et découvre qu'il est en retard pour aller chercher ses enfants Noah et Lilly chez son ex-femme Kate pour partir en vacances à Yellowstone. Kate est à présent en couple avec le chirurgien esthétique Gordon Silberman, que Noah apprécie beaucoup. Pendant ce temps, à San Francisco, Harry Helmsley, père d'Adrian et musicien de jazz, doit animer, avec son partenaire musical Tony, une croisière au Japon. L'embarquement est légèrement perturbé par un nouveau séisme. À Washington, Laura apprend la mort du directeur du Louvre, tué par l'explosion de sa voiture dans le tunnel de l'Alma à Paris alors qu'il allait dévoiler à la presse la vérité sur l'organisation « Héritage » : celle-ci est factice, montée de toutes pièces par Anheuser — qui est aussi le commanditaire de la mort du directeur du Louvre — dans le cadre de son opération « Cho Ming ». Adrian en fait part à son père à qui il dévoile l'opération. Il doit également se rendre à Yellowstone pour prouver que les séismes en série résultent de l’effondrement qui se produira plus tôt que prévu, rendant le calendrier d'échéance obsolète et obligeant ainsi les autorités à anticiper l'embarquement.
Arrivés à Yellowstone, Jackson et ses enfants découvrent sur place que le lac a disparu, laissant place à des émanations de gaz toxiques et que la zone est désormais interdite au public. Les militaires arrivent et leur demandent de les suivre. Jackson fait la connaissance d'Adrian qui est un grand amateur de son roman Adieu Atlantis (qui n'a pourtant pas rencontré de succès). Celui-ci demande aux militaires de les raccompagner au camping. Peu après, les derniers résultats de Satnam et de l'équipe d'Adrian sont comparés : Adrian s'empresse de les transmettre à Carl et au Président. Le soir au camping, Jackson rencontre l'animateur de radio et amateur des théories de complots Charlie Frost, qu'il prend pour un illuminé. Charlie lui raconte les détails de la cause des désastres qui vont avoir lieu, lui parle des "vaisseaux" construits pour sauver des gens de la fin du monde et lui dit qu’il possède une carte indiquant leur emplacement. Le lendemain, après avoir failli mourir dans un tremblement de terre pendant qu'elle faisait ses courses avec Gordon, Kate appelle Jackson pour lui demander de rentrer au plus vite. Pendant ce temps, les résultats d'Adrian sont dévoilés aux gouvernements :  il ne reste que deux jours avant l'effondrement et l'évacuation est lancée, tandis que quatre des arches du plan « Cho Ming » sont opérationnelles (l'échéance était prévue pour cinq mois plus tard).
Le matin suivant, après avoir déposé les enfants chez Kate, Jackson doit récupérer en limousine les enfants du milliardaire russe Yuri Karpov pour les emmener à son jet où ils le rejoindront à Las Vegas. Les enfants Karpov, dans leur arrogance, lui disent qu'ils ont les billets pour le "grand vaisseau" (achetés par Yuri) et que leur chauffeur "va mourir". En entendant ces paroles, Jackson comprend que Charlie avait raison et se précipite avec la limousine récupérer Kate, Gordon et les enfants, alors que commence un important tremblement de terre qui détruit et décompose la ville de Los Angeles. Ainsi, tous les cinq réussissent à traverser la ville en plein effondrement et à atteindre l'aérodrome où Jackson a loué peu de temps avant un avion. Le pilote étant décédé lors du tremblement de terre, c'est Gordon qui prend les commandes, bien qu’il ne soit pas bien expérimenté. Ils réussissent à faire décoller l'avion pour prendre la direction de Yellowstone alors qu'ils voient Los Angeles engloutie dans l'océan Pacifique, à cause du glissement de la faille de San Andreas. L'effondrement a commencé.
L'avion piloté par Gordon arrive à Yellowstone, et Jackson, accompagné de Lilly, part retrouver Charlie Forst afin de chercher la carte du lieu où se trouvent les "vaisseaux". Charlie est à proximité de l'ancien volcan, attendant son éruption imminente. Après avoir appris où se trouve la carte, Jackson repart avec le camping-car de Charlie avec Lilly en direction de l'avion, tandis que Charlie commente à la radio la puissante éruption de la caldeira du Parc national de Yellowstone qui commence à ce moment-là et l'emporte. Le camping-car rejoint l'avion, Lilly retourne dedans, tandis que Jackson reste encore dans le camping-car pour chercher le plan et revient in extremis à l'avion alors que le sol se dérobe sous les pieds : des projectiles et un nuage de cendres causés par l'éruption arrivent à l'avion qui décolle à temps et échappe (momentanément) à cette menace. En regardant la carte, Jackson comprend qu'il faut se rendre à Las Vegas prendre un autre avion plus gros pour aller en Chine.
Pendant ce temps, en dehors de Los Angeles et Yellowstone, l'effondrement touche le monde entier (comme à Rio), plongeant progressivement l'humanité dans le chaos. Ainsi les Jeux olympiques d'été de 2012 sont suspendus. À Washington, Adrian appelle son père pour lui faire ses adieux, puis a une discussion en privé avec Carl, lui demandant d'informer la population, ce que celui-ci refuse. Plus tard dans la soirée, informées de l’éruption de Yellowstone et de l'arrivée du nuage de cendres sur la ville dans les prochaines heures, les équipes évacuent la Maison Blanche. Mais le vieux président Wilson veut rester, préférant mourir avec le reste de la population en tant que dernier Président des États-Unis. L'équipe d'Adrian, celle de Carl et Laura Wilson embarquent à bord d'Air Force One pour rallier la base de « Cho Ming ». Peu avant le décollage, Adrian conteste la prise du commandement par Carl, mais celui-ci le recadre en lui apprenant qu'il a fait éliminer toutes les personnes qui voulaient dévoiler l'opération au public (dont le directeur du Louvre). De son côté, le président fait un discours annonçant la fin du monde à la population (comme l'a suggéré Adrian au moment du départ) et fait ses adieux par téléphone à sa fille dans l'avion.
À Las Vegas où le discours du président est diffusé à l'aéroport, la famille de Jackson retrouve celle du milliardaire Karpov, également à la recherche d'un avion, et tous se retrouvent dans un avion Antonov piloté par le pilote de Yuri, Sasha, avec Gordon comme copilote, rempli de voitures destinées au salon de l'auto de Las Vegas. L'avion décolle in extremis alors que l'aéroport est frappé par le nuage de cendre de Yellowstone et que la ville s'effondre. Ils font route vers la Chine avec pour escale Hawaï pour le ravitaillement. Durant le vol, les deux familles sympathisent. Au cours de la nuit, alors qu'ils comptent faire une escale de ravitaillement, ils découvrent que l'archipel de Hawaï est entièrement englouti dans des torrents de lave. Ils comprennent qu'ils ne tiendront que jusqu'en mer de Chine où ils amerriront.
Pendant ce temps, Adrian réconforte Laura en évoquant le roman Adieu Atlantis de Jackson Curtis. Les évènements s'accélèrent au cours de la nuit. L'écorce terrestre se met à dériver, provoquant ainsi de nouveaux puissants séismes, suivis de tsunamis gigantesques. Ainsi, le Vatican s'effondre à son tour lors d'un séisme alors que de nombreuses personnes se sont rassemblées pour la prière. Pendant ce temps, Washington est submergée par le nuage de cendres. Le président a ouvert la Maison Blanche pour l'accueil des réfugiés, tout en apportant son aide au personnel et aux victimes d'un puissant séisme, suivi d'un tsunami, qui vient de submerger la côte est. La Maison-Blanche est percutée par le porte-avions USS John F. Kennedy : ainsi, le président Thomas Wilson rejoint son épouse décédée. Pendant ce temps, un tsunami au large du Japon fait couler le bateau de croisière sur lequel se trouve le père d'Adrian. À ce moment-là, l'intégralité des communications terrestres cessent.
Pendant ce temps, Jackson et Kate se rapprochent en cours de trajet. Alors que l'avion s'apprête à amerrir en mer de Chine, ils découvrent que la dérive de l'écorce terrestre l'a considérablement rapproché de « Cho Ming » en atteignant le Tibet. Sacha utilise le glacier pour permettre à Gordon et aux deux familles d'évacuer l'avion à bord de la Bentley présente à bord (que Yuri comptait acheter), se sacrifiant avec l'avion qui s'écrase en bas de la montagne. Peu de temps après, les militaires de « Cho Ming » arrivent pour récupérer Yuri et ses deux enfants qui possèdent des billets pour les arches, mais pas Tamara, dont Yuri se venge de sa liaison avec le regretté Sasha, et souhaite bonne chance aux autres. Curtis, Kate, leurs enfants, Gordon et Tamara reprennent la route par leur propres moyens. Ils croisent la camionnette de Nima, un moine bouddhiste, parti rejoindre avec sa grand-mère son frère Tenzin qui est soudeur dans la base de « Cho Ming », celui-ci ayant un plan pour les embarquer clandestinement à bord d'un des vaisseaux. Nima accepte de les embarquer et ils rejoignent rapidement la base où ils convainquent Tenzin. Celui-ci accepte également et leur montre le chemin. C'est à ce moment-là que Jackson comprend que les vaisseaux en question sont des arches inspirés du récit biblique sur Noé, à bord desquels embarquent cent mille personnes (par arche) en plus des animaux, des œuvres d'art et des réserves.
Pendant ce temps Air Force One arrive enfin à « Cho Ming » plus de deux heures avant l'arrivée du tsunami. On leur apprend qu'un séisme a rendu l'une des quatre arches (celle que doit prendre les Karpov) inutilisable. Adrian est dégoûté d'apprendre que les passagers ont dépensé le prix fort pour acheter les billets et que les appartements sont surdimensionnés et luxueusement équipés. À ce moment-là il reçoit un appel de Satnam, qui se trouve toujours en Inde, l’informant de l'arrivée d'un autre tsunami venant de l'est, avant de mourir noyé avec sa famille. Apprenant la nouvelle, Adrian fait faire de nouveau calculs à son équipe, ramenant le compte à rebours à moins de trente minutes. Carl doit prévenir les autres chefs d'états dans les autres arches. Ils ouvrent la montagne et préparent les arches au tsunami en les mettant sur des supports. Voyant les arches se préparer, les passagers de l'arche no 3 inutilisable franchissent la sécurité pour essayer de rejoindre l'arche no 4. C'est à ce moment-là que Tenzin fait embarquer clandestinement le groupe à bord de l'arche no 4 par une porte de soute. Tamara, voyant que Yuri n'arrive pas à monter à bord, en profite pour lui faire un adieu à sa façon avant la fermeture de sa porte.
À bord de l'arche no 4, Adrian, révolté de voir les gens de l'arche no 3 essayer d'embarquer, convainc les chefs d'états d'ouvrir les portes pour les laisser monter, bien que Carl désapprouve. Pendant ce temps dans la cale, Tenzin ouvre une autre porte de sécurité pour permettre de rejoindre le reste de l'arche. Mais le mécanisme d'ouverture de la porte provoque une série d'incidents liée à la présence du groupe monté clandestinement à bord dans les sous-sols de l'arche, Jackson, Tenzin et Gordon se retrouvent coincés à l'entrée dans la chambre hydraulique et séparés du groupe, tandis que le tuyau de l'outil de Tenzin bloque le mécanisme. Gordon meurt aspiré et écrasé par le mécanisme, tandis que Tenzen est sauvé par Jackson, mais est gravement blessé à la jambe. Cela n'empêche pas les passagers de l'arche no 3 de monter à bord. Quelques minutes plus tard, Carl ordonne de verrouiller la porte. Yuri se sacrifie pour permettre à ses fils de monter dans l'arche. Mais la porte se bloque à nouveau et le commandant ne peut pas mettre les moteurs en route. Adrian découvre la présence de clandestins dans la soute zoologique et part les aider, après avoir reconnu la famille de Curtis,  à résoudre le problème de la porte.
Le tsunami arrive dans la vallée et atteint les arches. La porte mal fermée de l'arche no 4 permet à l'eau de s'y engouffrer et de commencer à inonder progressivement la soute zoologique et la chambre hydraulique, dont les portes étanches se ferment. Ainsi, Tamara, séparée du reste du groupe, se sacrifie pour permettre à Lilly de rejoindre Adrian et Laura, tandis que Jackson et Tenzin rejoignent le reste du groupe. Adrian indique à Jackson de retourner dans la chambre hydraulique pour régler le problème de la porte. Mais le temps presse, car l'avion Air Force One percute la structure de l'arche no 4 et celle-ci se met à dériver en direction de l'Everest où elle s'écrasera si la porte n'est pas entièrement fermée, d'autant plus que la chambre hydraulique est sous l'eau. Jackson décide d'y aller, rejoint par son fils Noah qui vient l'aider, et tous deux vont parvenir à débloquer le mécanisme de la porte in extremis permettant au commandant d'allumer les moteurs au moment où l'arche commence à percuter l'Everest. Toute l'humanité restante ayant assisté à la scène exulte de joie, acclamant l'acte héroïque de Jackson qui revient auprès de sa famille.
Vingt-sept jours plus tard, la situation géologique mondiale revient à la normale et la population est autorisée à profiter de l'extérieur des arches. À la suite de ces catastrophes, le pôle Sud (magnétique) se trouve dans le Wisconsin et le massif du Drakensberg en Afrique du Sud devient le sommet le plus élevé du nouveau monde, tandis que toute l'Afrique s'est soulevée de deux kilomètres. Adrian s'est mis en couple avec Laura, tandis que la famille de Jackson s'est recomposée et proche des orphelins Karpov. Les arches naviguent en direction du Cap de Bonne Espérance d'où elles débarqueront les survivants pour commencer à bâtir un nouveau monde.

## Fiche technique
- Titre original et français : 2012
- Réalisation : Roland Emmerich
- Scénario : Roland Emmerich et Harald Kloser
- Musique : Harald Kloser et Thomas Wanker
- Direction artistique : Ross Dempster, Kendelle Elliott, Dan Hermansen et Don Macaulay
- Décors : Barry Chusid
- Costumes : Shay Cunliffe
- Photographie : Dean Semler
- Montage : David Brenner et Peter S. Elliot
- Production : Larry Franco, Mark Gordon et Harald Kloser
- Société de production : Centropolis Entertainment
- Société de distribution : Columbia Pictures
- Budget : 200 000 000 de dollars[1]
- Pays de production :  États-Unis
- Langue originale : anglais
- Format : couleur - 2.35 : 1 - 35 mm
- Genre : catastrophe et science-fiction
- Durée : 158 minutes
- Dates de sortie :
  -  Belgique,  France,  Suisse romande : 11 novembre 2009[2]
  -  États-Unis,  Canada : 13 novembre 2009[2]

## Distribution
- John Cusack (V. F. : Arnaud Bedouët ; V. Q. : Pierre Auger) : Jackson Curtis
- Amanda Peet (V. F. : Laura Blanc ; V. Q. : Isabelle Leyrolles) : Kate Curtis
- Chiwetel Ejiofor (V. F. : Frantz Confiac ; V. Q. : Gilbert Lachance) : Dr Adrian Helmsley, scientifique
- Thandie Newton (V. F. : Annie Milon ; V. Q. : Michèle Lituac) : Dr Laura Wilson, fille du président Wilson et membre de l'organisation « Héritage »
- Oliver Platt (V. F. : Daniel Lafourcade ; V. Q. : Tristan Harvey) : Carl Anheuser, responsable de l'opération « Cho Ming », chef de cabinet du Président des États-Unis[3]
- Thomas McCarthy (V. F. : Jérôme Rebbot ; V. Q. : Patrice Dubois) : Gordon Silberman, compagnon de Kate Curtis
- Woody Harrelson (V. F. : Jérôme Pauwels ; V. Q. : Frédéric Desager) : Charlie Frost
- Danny Glover (V. F. : Greg Germain ; V. Q. : Vincent Davy) : Président Thomas Wilson
- Liam James (V. F. : Olivier Cywie ; V. Q. : Damien Muller) : Noah Curtis
- Morgan Lily (V. Q. : Ludivine Reding) : Lilly Curtis
- Zlatko Burić (V. F. : Régis Ivanov ; V. Q. : Thiéry Dubé) : Yuri Karpov, milliardaire russe
- Beatrice Rosen (V.F. : elle-même ; V. Q. : Viviane Pacal) : Tamara, compagne de Yuri Karpov
- Stephen McHattie (V. Q. : Daniel Picard) : Commandant Michaels, capitaine de l'arche américaine
- George Segal (V. F. : Dominique Paturel ; V. Q. : Hubert Fielden) : Tony DelGatto, compagnon musicien de Harry
- Patrick Bauchau (V. F.  et V.Q.: lui-même) : Roland Picard, directeur du musée du Louvre
- Jimi Mistry (V. F. : Asil Rais) : professeur Satnam, géophysicien indien
- John Billingsley (V. F. : Gérard Dessalles ; V. Q. : Michel M. Lapointe) : professeur West, scientifique
- Karin Konoval (V. F. : Pauline Larrieu) : Sally, secrétaire présidentielle
- Johann Urb (V. Q. : Jean-François Beaupré) : Sacha, pilote de Yuri
- Osric Chau : Nima, moine bouddhiste et frère de Tenzin
- Chin Han : Tenzin, travailleur sur l'opération « Cho Ming » et frère de Nima
- Blu Mankuma (V. Q. : Hubert Gagnon) : Harry Helmsley, père d'Adrian et compagnon musical de Tony
- Ryan McDonald (V. Q. : Benoît Éthier) : Scotty, ami d'Adrian
- Henry O (en) : Lama Rinpoche
- Lyndall Grant (V. F. : Daniel Beretta) : Gouverneur de Californie à la télé (Arnold Schwarzenegger)[4]
- Elizabeth Richard : Reine Élisabeth II
- Merrilyn Gann : Chancelière Angela Merkel

Source et légende : Version française (V. F.) sur Voxofilm

## Production

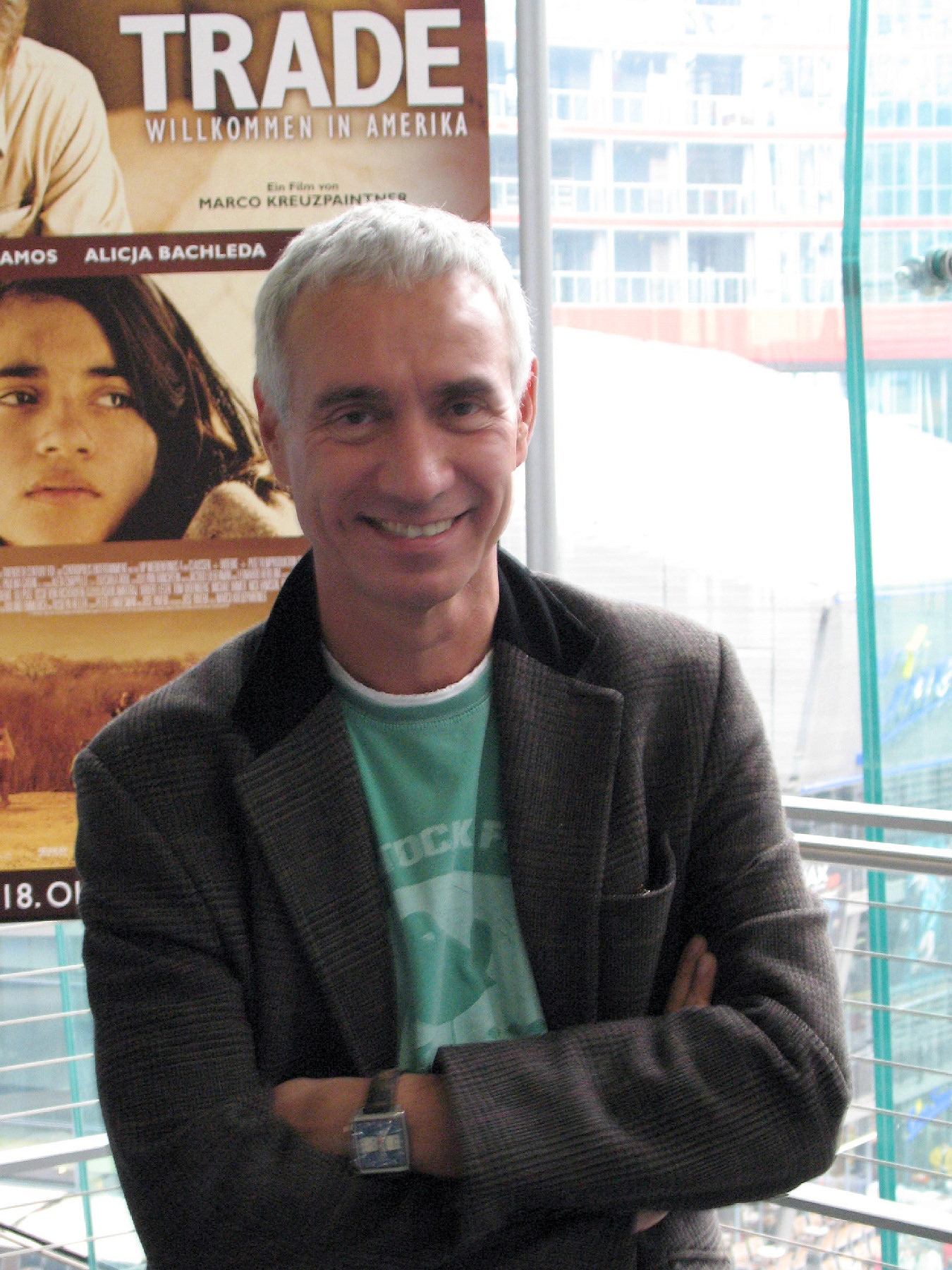
Le coscénariste et réalisateur Roland Emmerich, à une conférence de presse berlinoise, en octobre 2007.

Le tournage a débuté en août 2008 à Vancouver au Canada[réf. nécessaire].

## Accueil

### Promotion
Le marketing du film a été dû à la campagne d'une organisation fictive, un « Institut pour la Continuité Humaine » (Institute for Human continuity), avec un livre fictif écrit par Jackson Curtis et intitulé Adieu Atlantis (Farewell Atlantis), et une grande organisation dans les médias, des nouvelles au jour le jour par blogs et des émissions radio du fanatique de l'apocalypse Charlie Frost sur son site Internet This Is The End. Cette campagne a fait l'objet de nombreuses critiques, et on l'a considérée comme une forme de marketing viral.

### Accueil critique
Le film a reçu des appréciations mitigées de la part des critiques de cinéma.
Sur l'agrégateur américain Rotten Tomatoes, le film récolte 39 % d'opinions favorables pour 247 critiques, notant que les nombreux effets visuels ne sont pas soutenus par un scénario solide et que le film tire en longueur. Sur Metacritic, il obtient une note moyenne de 52⁄100 pour 34 critiques.
En France, le site Allociné propose une note moyenne de 3,5⁄5 à partir de l'interprétation de critiques provenant de 22 titres de presse.

### Box-office
| Pays ou région | Box-office        | Date d'arrêt du box-office | Nombre de semaines |
| -------------- | ----------------- | -------------------------- | ------------------ |
| Mondial        | 791 217 826 $ US  | 21 février 2010            | 14                 |
| États-Unis     | 166 112 167 $ US  | 21 février 2010            | 14                 |
| France         | 4 631 838 entrées | 12 janvier 2010            | 9                  |
| Québec         | 4 278 990 $ CAN   | 20 décembre 2009           | 6                  |

Le film a tenu la tête du box-office international lors de son premier week-end avec 225 millions de dollars. Au total les recettes ont dépassé 769 millions de dollars américains dans le monde, faisant de ce film le second pour les recettes brutes derrière Independence Day.
- Ce film connaît un succès mondial. Sorti dans 108 pays, il a engrangé 770 millions de dollars américains entre sa sortie et février 2010.
- Pendant son premier weekend aux États-Unis, il a engrangé 65 millions de dollars américains[13]. Depuis, il y comptabilise 166 millions.
- 2012 a connu le meilleur démarrage en France parmi les films réalisés par Roland Emmerich, lors de sa toute première semaine en France, 2,2 millions de spectateurs ont vu le film (2 212 370)[14]. Plus de 4,6 millions d'entrées (44 000 000 $ US) ont été réalisées en France.
- Plus d'un million de Français ont vu The Patriot (1 160 975 entrées en 7 semaines), Le Jour d'après a su conquérir 2,7 millions de spectateurs (2 691 632 entrées en 10 semaines), alors que 10 000 n'a pas atteint la barre symbolique du million (833 476 entrées en 4 semaines). 2012 est donc numéro 1 au box-office français parmi les films de Emmerich sortis entre 2000 et 2009. C'est l'un des plus gros succès de la Sony Columbia Pictures.

### Controverse
Une plainte a été déposée par l'Église catholique du Brésil contre Columbia Pictures pour avoir utilisé sans sa permission la statue du Christ de Rio dans son film ainsi que sa destruction. En effet, l'archevêché de Rio de Janeiro possède les droits à l'image de cette célèbre statue, la Columbia Pictures avait demandé officiellement la permission qui fut refusée par l'archevêché. Columbia Pictures utilisa quand même les images de la statue du Christ de Rio de Janeiro.

### Interdiction en Corée du Nord
La Corée du Nord aurait interdit la possession ou le visionnage du film car l'année 2012 est le 100e anniversaire du fondateur de la nation et a été désignée « année pour ouvrir les portes du Grand pour devenir une superpuissance ». Ainsi, un film qui dépeint l'année sous un jour négatif est jugé offensant par le gouvernement nord-coréen. Plusieurs personnes en Corée du Nord auraient été arrêtées pour la possession ou la consultation de copies pirates du film et inculpées de « provocation grave contre le développement de l'État. »,

## Autour du film
Plusieurs symboles apparaissent dans certaines séquences du film :
- Lors du séisme détruisant le Vatican, une fissure dans le plafond de la chapelle Sixtine vient séparer la main de Dieu de celle de l'Homme de La Création d'Adam.
- Lors du tsunami sur Washington, D.C., c'est le porte-avions USS John F. Kennedy qui s'écrase sur la Maison-Blanche : le président Kennedy est le dernier président américain décédé au cours de son mandat.
- L'Afrique est le seul continent épargné (il se soulève cependant de 2 000 mètres), or c'est là que seraient apparus les premiers hommes ; c'est aussi là que se regroupent les survivants.
- Une partie des événements présentés dans le film se déroule en août 2012 : dans une scène où un reportage est diffusé à la télévision, on apprend que les Jeux olympiques de Londres ont dû être interrompus à la suite d'émeutes contestant l'omertà décidée par le Premier ministre.
- Les héros utilisent un Antonov An-500, une version de l'An-225 avec une porte de soute à l'arrière qui était en projet, mais qui ne sera finalement jamais construite.

### DVD / Blu-Ray
| Ventes | durée  | DVD     | Blu-Ray | Total   |
| ------ | ------ | ------- | ------- | ------- |
| France | 25 sem | 425 702 | 138 379 | 564 081 |

- Le 11 mars 2010, 2012 est disponible en DVD, d'une durée de 2 h 31 et en Blu-Ray, d'une durée de 2 h 38. Il y a le DVD en édition simple, en édition collector et le Blu-Ray.
- L'édition collector 2 DVD, est une édition très limitée, 40 000 exemplaires sont disponibles en France.
- Bonus :
- Édition simple et Édition Collector - DVD 1
  - Un commentaire audio de Roland Emmerich et Harald Kloser
  - Les scènes coupées
  - Une fin alternative
  - « Roland Emmerich : le maître de l’épopée moderne »
- Édition collector - DVD 2
  - « Concevoir la fin du monde »
  - « La science derrière la destruction »
  - « La fin du monde : point de vue d’un acteur »